# Slaská
Slaská é um município da Eslováquia localizado no distrito de Žiar nad Hronom, região de Banská Bystrica.

## Demografia
| Ano:        | 1994 | 2004   | 2014   | 2024    |
| ----------- | ---- | ------ | ------ | ------- |
| Broj ljudi: | 464  | 460    | 467    | 549     |
| Razlika:    |      | -0,86% | +1,52% | +17,55% |

| Ano:               | 2023 | 2024   |
| ------------------ | ---- | ------ |
| Número de pessoas: | 550  | 549    |
| Diferença:         |      | -0,18% |